# Лехто, Сеппо
Се́ппо О́лави Лехто (фин. Seppo Olavi Lehto, 6 сентября 1962, Куру, Финляндия) — ультраправый финский активист, в настоящее время живущий в Тампере. Основным направлением его деятельности является борьба за возврат финских территорий, аннексированных СССР в ходе Второй мировой войны. Претендует на роль лидера в нескольких организациях.
Известен как создатель многочисленных блогов, содержащих явные расистские выпады, иллюстрированные порнографическими изображениями, а также подкастов, изобилующих нападками на политических деятелей, государственных служащих, членов этнических и религиозных меньшинств. Также известен тем, что организовал конкурс карикатур на пророка Мухаммеда и предложил построить в Тампере музей Адольфа Гитлера для привлечения туристов.
В мае 2008 был приговорён к 2 годам 4 месяцам тюремного заключения за оскорбление религиозных чувств в своём блоге.